# Вогонь і кров (2018)
"Вогонь і кров" (англ. Fire & Blood) — роман американського письменника Джорджа Р. Р. Мартіна у жанрі епічного фентезі про історію дому Таргарієнів, однієї з сімей з його циклу книг «Пісня льоду та полум'я». Перший том вийшов в США 20 листопада 2018 року.
Друга половина цього роману лягла в основу приквела «Гри престолів» від HBO під назвою «Дім Дракона».

## Історія видання
Ідея написання окремої книги про дім Таргарієнів з'явилася у автора під час роботи над путівником Світ льоду та полум'я. 2014 року понад 200 000 слів було видалено з рукопису, які стали основою для «Вогню та крові».
У лютому 2017 року співавтор Джорджа Мартіна у написанні Світ льоду та полум'я Еліо М. Гарсія молодший повідомив, що окрім ніколи не опублікованого матеріалу, розробленого для путівника, Мартін також створив абсолютно новий матеріал, «попрацювавши над тим, щоб трохи конкретизувати» тривале правління короля Джейгейриса I Таргарієна.
22 липня 2017 року Мартін повідомив у своєму блозі, що матеріалу для «Вогню і крові» стало настільки багато, що було прийнято рішення опублікувати історії королів Таргарієнів у двох томах. Перший том під простою назвою «Вогонь і кров» охоплює історію Вестероса від завоювання Ейгона до регентства хлопчика-короля Ейгона III Таргарієна.
Другий том хронологічно розповідає події від правління Ейгона ІІІ до повстання Роберта Баратеона. Як повідомляє автор, матеріал другого тому ще повністю не готовий і коли він вийде — невідомо.

## Зміст
«Вогонь і кров» — це перший том хроніки правління дому Таргарієнів від часів легендарного Ейгона Завойовника, творця Залізного трону, до регентства Ейгона ІІІ, укладений архімейстром Гілдейном зі старгородської Цитаделі. Велика увага у творі приділяється громадянській війні, яка відома під назвою «Танок драконів».
Книга містить ілюстрації Дага Вітлі, як і в американському виданні.

## Сприйняття
«Вогонь і кров» отримала неоднозначні відгуки критиків. Х'юго Ріфкінд з The Times описав це як «нескінченне, самозадоволене лайно». Ройзін О'Коннор з The Independent назвала виклад матеріалу сухим, за її словами, під час читання є відчуття, що «тобі доручили трохи цікаве, але стомлююче домашнє завдання». Publishers Weekly стверджував, що «в цій сухій історії практично відсутній фірмовий стиль та дар захоплюючої розповіді Мартіна».
У цей час, Ден Джонс з The Sunday Times високо оцінив книгу, назвавши її «шедевром популярної історичної фантастики». Подібним чином Кріс Лаф з Tor.com описав книгу як «… найкращу частину „Пісні льоду та полум'я“ за 18 років», (тобто з часів публікації «Бурі мечів»).

## Адаптації
Серіал HBO під назвою "Дім дракона ", який є приквелом «Гри престолів», заснований на матеріалі з роману «Вогонь і кров», а саме на періоді Танку драконів.